# Валериј Фаљков
Валериј Николајевич Фаљков (рус. Валерий Николаевич Фальков) је рођен 18 октобра 1978. године у Тјумењу, Тјумењској области, СССР. Руска је државничка и политичка фигура, научник и правник, ректор Тјумењског државног универзитета (2013—2020).
Министар је науке и високог образовања Руске Федерације од 21. јануара 2020. године.

## Биографија

### Почеци
Завршио је Новосељезновску средњу школу Казанског округа Тјумењског региона.
Уписао је правни факултет 1995. године на Тјумењском државном универзитету, а 2000. је завршио Државни институт и права на смеру судска пракса, после чега је уписао постдипломске студије и у мају 2003. године завршио их одбранивши докторску дисертацију "Побољшање правне регулативе предизборне агитације у Руској Федерацији" (под менторством Генадија Николајевича Чеботарјова; са званичним противницима В.В.Невинским и В.А.Серковим).

### Научно-административни рад
Од 2003. до 2007. године био је на позицији заменика шефа катедре уставног и општинског права на Тјумењском државном универзитету, а 2007. године је добио академско звање доцента на катедри.
Од марта до новембра 2007. године био је на позицији заменика директора за академска питања Државног и правног института Тјумењског државног универзитета.
Од 2007. до 2011. године био је проректор за допунско образовање и огранке Тјумењског државног универзитета, од 2011. до марта 2012. године - директор Института за право, економију и управљање Тјумењског државног универзитета.
Од 2009. до 2011. године био је изабран за председника Савета младих научника и специјалиста Тјумењске области (у 2011. години Савет је био признат као један од најефикаснијих у Русији.
Од октобра 2012. до априла 2013. године вршио је дужности ректора Тјумењског државног универзитета (Наредба од 29 октобра 2012 године, № 12-94/44; наредба од 29 октобра 2012 године, № 12-94/45). За ректора је изабран 21. марта 2013. године на конференцији радног колектива. (Наредба од 15. априла 2013. године, № 12-07-03/59; наредба од 15. априла 2013 година, № 12-07-03/60). За ректора Тјумењског државног универзитета био је постављен 17. априла 2018. године решењем Атестационе комисије Министарства образовања и науке РФ и задржао је ову функцију до 2020. године.
За председника Савета ректора универзитета Тјумењске области био је изабран 30. априла 2015. година. Члан је президијума за образовно-методолошко удружење за правно образовање на универзитетима Руске Федерације.
Надзирао је образовни програм "Перспективе Тјумењског региона: нове индустрије и кадровски потенцијал", који је покренула Московска школа руководства "Сколково" за захтев гувернера Тјумењског региона у сарадњу са Тјумењским државним унивезитетом.
Постављен је за министра науке и високог образовања Руске Федерације 21. јануара 2020. године.

### Функције и активности
У циљу формирања у Тјумењском региону система потраге и помоћи развоју талентоване деце, био је иницијатор и организатор међународне мултидисциплинарне олимпијаде за школарце "Мендељејев", 2011. године.
Од марта 2012. године био је заменик председника регионалног огранка сверуске јавне организације "Удружење правника Русије" и председник тјумењског градског одељења Удружења.
Од 2006. до 2013. године био је члан изборне комисије Тјумењске области са правом одлучујућег гласа.
Од 2013. до 2016. године био је посланик Тјумењске градске Думе VI сазива, члан регионалног политичког савета партије "Јединствена Русија", председник сталне комисије за урбанизацију и земљишна питања Тјумењске градске Думе. Од 18. септембра 2016. до 21. јануара 2020. године био је посланик Тјумењске регионалне Думе у једномандатном изборном округу № 17.
Био је члан радне групе за припрему предлога за измену Устава Руске Федерације 2020. године.
Председник редакцијског савета алманаха "Тобољск и цео Сибир".
Иницијатор пројекта за правно образовање грађана у Тјумењској области "Отворена школа права".
Од 2014. године улази у резерву руководећих кадрова под покровитељством Председника Руске Федерације Архивирано на веб-сајту  (12. јануар 2021).
У јуну 2015. године постао је члан експертског већа за мониторинг и предвиђање кадровских потреба Тјумењског региона.
Од 25. децембра 2018. године члан је Савета за науку и образовање при Председнику РФ.

## Изјаве
"Налазимо се на прекретници, која се дешава једном у неколико столећа, када се сам образовни модел кардинално мења. На прагу смо новог технолошког поретка, и образовање не може да буде такво, какво је било у XIX веку, чак ни у ХХ веку.

## Награде и звања
- Почасна диплома Министарства образовања и науке Руске Федерације (2003) и Гувернера Тјумењске области (2008);
- Захвалница Гувернера Тјумењског региона (2008);
- Почасна напрсна значка Тјумењске обласне думе (2009);
- Лауреат највише правничке награде у Тјумењској области «Правник године — 2014»;
- Захвалница Пуномоћног представника Председника РФ у Уралском федералном округу (2015);
- Захвалница Одељења за образовање и науку Тјумењског региона (2015);
- Захвалница Председника Савета Федерације Федералне скупштине Руске Федерације (2017).